# 奧洛穆茨火車總站
奧洛穆茨火車總站（捷克語：Olomouc hlavní nádraží）是捷克奧洛穆茨州首府奧洛穆茨的主要鐵路車站，於1847年5月1日啟用，功能主義風格的新車站建築建於1936年。奧洛穆茨火車總站位於五條鐵路線的交叉口，共有5座月台。